# Joyce Case James

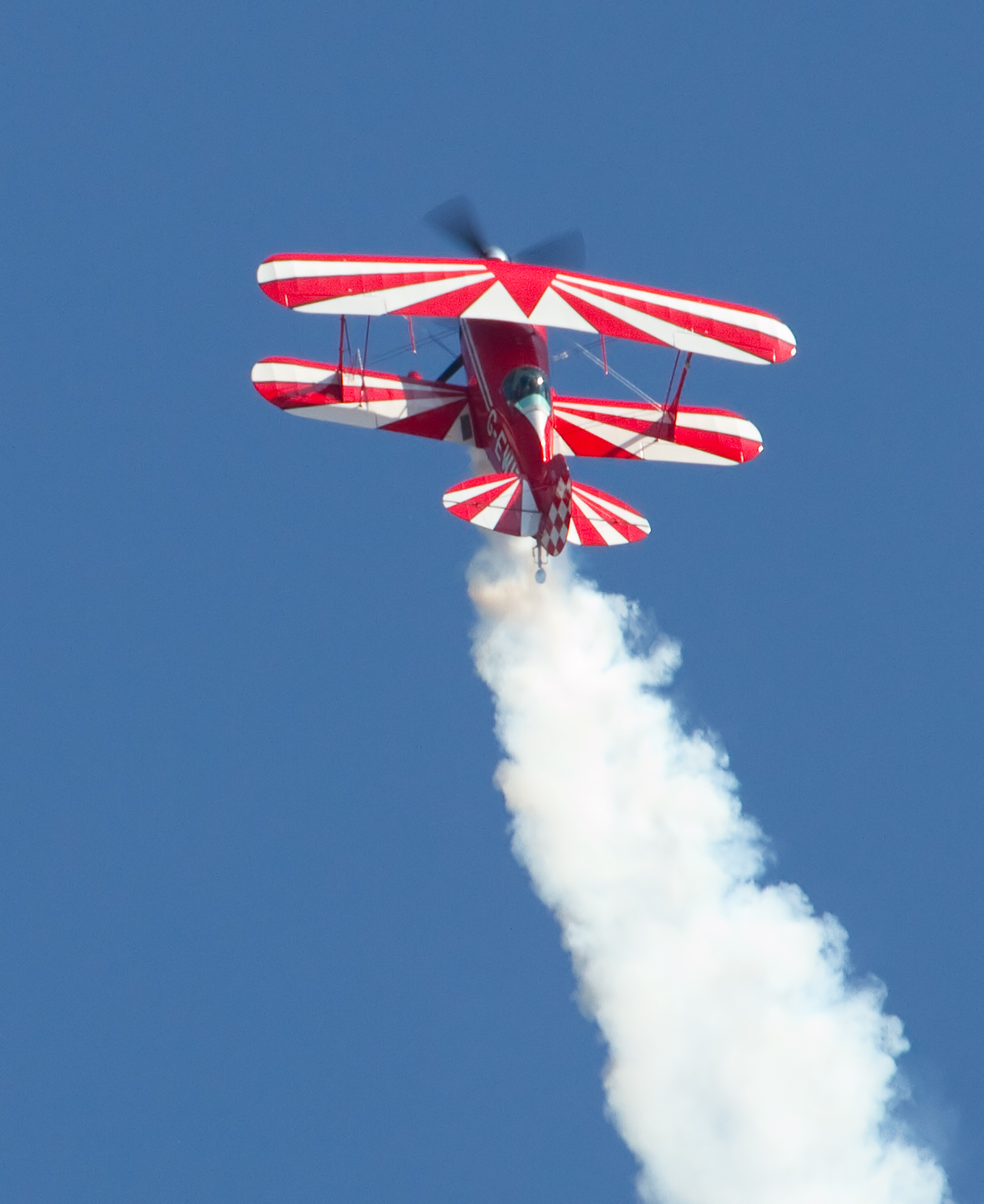
Pitts Special wykonujący akrobacje

Joyce Case James (ur. 1937) – amerykańska pilotka akrobacyjna. Dwukrotna mistrzyni Stanów Zjednoczonych w akrobacji lotniczej. Pierwsza kobieta w Kansas, która uzyskała licencję pilota.

## Kariera
James w wieku 18 lat uzyskała licencję prywatnego pilota, dzięki czemu stała się pierwszą kobietą w stanie Kansas, która zdobyła certyfikat pilota linii lotniczych. Jej ojciec, Dean Case był jej pierwszym instruktorem. Rok później dołączyła do firmy Central Airlines w Teksasie jako stewardesa, ponieważ w tym czasie linie lotnicze nie zatrudniały kobiet jako pilotów. James zaczęła trenować akrobacje lotnicze w klubie Great Lakes.
W wieku 21 lat wygrała swój pierwszy krajowy konkurs akrobatyczny. Podróżowała po kraju, występując na pokazach lotniczych. W 1960 roku zatrudniła się w wytwórni lotniczej Beechcraft. Początkowo obsługiwała loty mające dostarczać samoloty z wytwórni do nowych właścicieli. Następnie demonstrowała samoloty Beechcraft Bonanza potencjalnym klientom. W tym samym roku James po raz pierwszy uzyskała tytuł mistrzyni Stanów Zjednoczonych w akrobacji lotniczej. Podczas zawodów używała jednego z najlepszych dwupłatowców akrobacyjnych – Pitts Special. W 1961 roku zajmowała się demonstracją samolotów dla Cessny, gdzie zaprezentowała nową Cessnę 150 Aerobat. W 1962 roku wróciła do przedsiębiorstwa Beechcraft. Zajmowała się testowaniem próbnych modeli samolotów, stając się pierwszą w historii kobietą pracującą jako tester prototypów samolotów. Była jednym z trzech pilotów wybranych do trasy marketingowej po Stanach Zjednoczonych w nowo powstałym Beechcraft Muskateer.
W 1965 roku ponownie uzyskała tytuł mistrzyni kobiet Stanów Zjednoczonych w akrobacji lotniczej. James uzyskała kwalifikacje do pracy na stanowisku kontrolera ruchu lotniczego. W 1986 roku Federalna Administracja Lotnictwa zatrudniła ją jako inspektora ds. bezpieczeństwa lotniczego. Później została głównym inspektorem operacyjnym w biurze okręgowym Wichita Flight Standards, gdzie pracowała do emerytury .

## Upamiętnienie
14 listopada 2013 roku Kansas Aviation Museum umieściło nazwisko Joyce Case James w Kansas Aviation Hall of Fame (lotnicza galeria sław).

## Osiągnięcia
- Mistrzostwo kobiet Stanów Zjednoczonych w akrobacji lotniczej – 1960[1];
- Mistrzostwo kobiet Stanów Zjednoczonych w akrobacji lotniczej – 1965[1].

## Oblatywane oraz demonstrowane samoloty
James dokonywała oblotów oraz demonstracji wielu samolotów. Najbardziej znane z nich to:
- Beechcraft Bonanza;
- Cessna 150;
- Beechcraft Muskateer.